# Чжан Ячжун
Чжан Ячжун (кит. трад. 張亞中, упр. 张亚中, пиньинь Zhāng Yàzhōng) — тайваньский политик, Избранный Председатель (в 2021) партии Гоминьдан. Политолог, политик, бакалавр машиностроения (Национальный университет Чэнчи), магистр дипломатии (Гамбургский университет), доктор наук, профессор «Института азиатско-тихоокеанских исследований Южно-Китайского университета», профессор кафедры политологии «Национального университета Тайваня», генеральный менеджер политики президентской кампании «Чэнь Львань», представитель Национального Собрания, директор Международной буддийской ассоциации, постоянный директор Китайской федерации буддизма человека, научный сотрудник «Института исследований буддизма человека».
25 сентября 2021 года, Чжан Ячжун избран был  председателем Гоминьдана. Чжу Лилунь отказался признать результаты выборов, устроил переворот и сменил его на посту председателя партии.

## Биография
Родился 28 декабря 1954 года в Тайчжуне.
Чжан Ячжун выступил против использования референдума для решения вопроса о воссоединении и независимости между двумя сторонами пролива и изложил свою точку зрения в пяти статьях журнала «Новые новости». Чжан Ячжун считает, что отношения между двумя сторонами пролива связаны с эмоциями людей по обе стороны пролива, и использование одноэтапного референдума в качестве окончательного решения имеет свою политическую дилемму и может вызвать более серьёзные проблемы. Обе стороны пролива должны постепенно способствовать мирному развитию отношений и укреплять совпадающие идентичности.
Чжан Ячжун считает, что, столкнувшись с подъёмом КНР, Тайвань должен думать не о том, как сбежать и искать пристрастия, а о том, чтобы дальше смотреть в лицо КНР позитивно. 27 января 2010 года по договорённости Китайской телекомпании Чжан Ячжун, Цао Синчэн и Линь Чжошуй провели теледебаты о возможности принятия «Закона о мирном сосуществовании через пролив».